# Мувенда Мутеби II
Рональд Эдвард Фредерик Кимера Мувенда Мутеби II (англ. и луганда Muwenda Mutebi II; род. 13 апреля 1955, Кампала, Уганда) — 36-й кабака Буганды с 31 июля 1993 года.

## Биография
Родился в больнице Менго в Кампале 13 апреля 1955 года в семье кабаки Мутесы II.
6 августа 1966 года стал наследником престола кабаки Буганды, однако после смерти Мутесы II находился в изгнании, из-за чего был вынужден покинуть Уганду.
В 1988 году Рональд Мутеби вернулся в Уганду после «свержения» режима президента Милтона Оботе, а в 1993 году был коронован и официально признан кабакой Буганды.
27 августа 1999 года Мувенда Мутеби II женился на Сильвии Наггинде.
15 апреля 2011 года был назначен ректором Королевского университета имени Мутесы I.

## Награды
- Орден Щита и копий[англ.][4]